# Liolaemus constanzae
Espèce
Synonymes
- Liolaemus donosoi Ortiz, 1975

Statut de conservation UICN

 LC  : Préoccupation mineure
Liolaemus constanzae est une espèce de sauriens de la famille des Liolaemidae.

## Répartition
Cette espèce se rencontre :
- en Argentine dans la province de Salta ;
- au Chili dans la région d'Antofagasta.

## Description
C'est un saurien ovipare.

## Étymologie
Cette espèce est nommée en l'honneur de Constanza Donoso-Barros, la fille ainée de Roberto Donoso-Barros.

## Publication originale
- Donoso-Barros, 1961 : Three new lizards of the genus Liolaemus from the highest Andes of Chile and Argentina. Copeia, vol. 1961, no 4, p. 387-391.